# Мегла, Винко
Винко Петрович Мегла (словен. Vinko Petra Megla; 13 января 1922, Свети-Томаж — 27 января 1942, Мала-Вас) — югославский словенский антифашист, партизан Народно-освободительной войны Югославии, Народный герой Югославии.

## Биография
Родился 13 января 1922 в деревне Свети-Томаж близ Лютомера, в семье бедного крестьянина. Окончил начальную школу, однако у семьи не было дальнейших средств на обучение сына. Винко некоторое время занимался в школе военного оркестра. В Загребе устроился работать помощником у мастера-обойщика, позднее работал портным. В Загребе познакомился с членами рабочего движения, вступил в 1938 году в Союз коммунистической молодёжи Югославии.
Будучи учеником, Винко организовал успешную стачку в профессионально-техническом училище, что стало поводом для возвращения преподавателя по фамилии Дефранческо, уволенного ранее за свою поддержку коммунистов. Мегла был и активным членом синдикальной комиссии, которая следила за условиям обучения и работы учеников. Довольно быстро Винко стал членом Загребского горкома СКМЮ, а в 1940 году был принят в коммунистическую партию.
Незадолго до начала войны Винко был арестован, однако уже после вторжения немцев его выпустили. Будучи добровольцем, он вступил в ополчение и не прекратил вооружённую борьбу даже после капитуляции страны. В конце апреля 1941 года он встретил в Загребе одного своего знакомого, вступившего в ряды усташей: тот пытался заставить Винко вступить в усташское движение и соблазнял того огромными деньгами, которые усташи обещали за грабежи в сербских сёлах. Мегла отказался и на следующую встречу пришёл в пальто, под которым спрятал пистолет. После очередной ссоры Винко застрелил бывшего друга: это был первый убитый им усташ.
В июле 1941 года Мегла организовал попытку освобождения пленных из концлагеря Керестинец, однако она провалилась: всех сбежавших арестовали, а вскоре в руки полиции попал и сам организатор побега. Его отправили в концлагерь Лепоглаву, но Винко сбежал по пути и вернулся в Загреб. В августе 1941 года он получил разрешение от партийных органов через Любляну пробраться в Штирию, где работал с молодёжью. 18 октября 1941 Винко Мегла попался в венгерскую засаду: в результате стычки близ Ганчан был застрелен секретарь Прекмурского окружного комитета Компартии Словении Штефан Ковач, а защищавший его Мегла был ранен, но сумел сбежать.
Зимой 1941-1942 годов немцы начали открытый террор против словенцев Штирии, вследствие чего за Винко началась охота. Руководитель рейхсгау Штирии объявил награду в 10 тысяч немецких марок за голову Меглы. В январе 1942 года немцы обнаружили в Целе девушку-курьера и арестовали её. Винко попытался освободить её, однако немцы сами её отпустили после того, как она выдала местонахождение Меглы. 27 января 1942 в селе Мала-Вас Винко был окружён немцами в собственном доме и в ходе перестрелки был убит.
Указом Иосипа Броза Тито от 24 июля 1953 Винко Мегла был посмертно награждён званием Народного героя Югославии.